# Glenea taeniata
Glenea taeniata é uma espécie de escaravelho da família Cerambycidae. Foi descrita por James Thomson em 1860.  É conhecida a sua existência na Malásia, Bornéu e Sumatra.

## Varietas
- Glenea taeniata var. sandakana Aurivillius, 1925
- Glenea taeniata var. sulla Aurivillius, 1925